# Pamela Behr
Pamela Behr (Hindelang, 21 settembre 1956) è un'ex sciatrice alpina tedesca che gareggiò per la nazionale tedesca occidentale.

## Biografia
Figlia di Sepp, a sua volta sciatore alpino, Pamela Behr ottenne il primo risultato di rilievo in Coppa del Mondo il 19 gennaio 1972 sulle nevi di Grindelwald, piazzandosi 8ª in slalom speciale; agli XI Giochi olimpici invernali di Sapporo 1972, suo esordio olimpico, giunse 36ª nella discesa libera, 25ª nello slalom gigante e 6ª nello slalom speciale. In Coppa del Mondo conquistò il primo podio il 17 marzo successivo a Pra Loup, chiudendo 2ª in slalom speciale dietro a Danièle Debernard, e l'unica vittoria il 9 dicembre dello stesso anno nello slalom speciale di Val-d'Isère. Grazie a quei piazzamenti la Behr divenne prima la sciatrice più giovane a essere salita sul podio e poi la più giovane ad aver vinto una gara nel massimo circuito internazionale; entrambi i primati sarebbero stati in seguiti battuti dalla sua connazionale Christa Zechmeister.
Si piazzò 10ª nello slalom speciale ai Mondiali di Sankt Moritz 1974, mentre due anni dopo ai XII Giochi olimpici invernali di Innsbruck 1976 si classificò 5ª nella medesima specialità. Il 18 gennaio 1977 ottenne l'ultimo podio in Coppa del Mondo piazzandosi al 3º posto nello slalom speciale disputato a Schruns, alle spalle della svizzera Lise-Marie Morerod e della francese Fabienne Serrat. Si aggiudicò la medaglia d'argento nello slalom speciale ai Mondiali di Garmisch-Partenkirchen 1978, nella gara vinta dall'austriaca Lea Sölkner, e due anni dopo prese parte ai suoi ultimi Giochi olimpici invernali, Lake Placid 1980, senza concludere la prova di slalom speciale. L'11 marzo dello stesso anno ottenne l'ultimo piazzamento della sua attività agonistica arrivando 13ª nello slalom speciale di Coppa del Mondo disputato a Saalbach.

## Palmarès

### Mondiali
- 1 medaglia:
  - 1 argento (slalom speciale a Garmisch-Partenkirchen 1978)

### Coppa del Mondo
- Miglior piazzamento in classifica generale: 11ª nel 1973
- 5 podi (tutti in slalom speciale):
  - 1 vittoria
  - 3 secondi posti
  - 1 terzo posto

#### Coppa del Mondo - vittorie
| Data            | Località    | Paese   | Specialità |
| --------------- | ----------- | ------- | ---------- |
| 9 dicembre 1972 | Val-d'Isère | Francia | SL         |

Legenda:

SL = slalom speciale

### Campionati tedeschi
- 7 ori (slalom speciale nel 1971; slalom speciale nel 1974; slalom speciale nel 1975; slalom speciale nel 1976; slalom gigante nel 1977; slalom speciale nel 1978; slalom speciale nel 1979)[3]